# Хахыях
Хахыя́х (якут. Хахыйах) — село в Чурапчинском улусе Якутии России. Входит в состав Соловьевского наслега.

## История
Согласно Закону Республики Саха (Якутия) от 30 ноября 2004 года N 173-З N 353-III село вошло в образованное муниципальное образование Соловьевский наслег.

## Население
| 2002 | 2010 | 2021 |
| ---- | ---- | ---- |
| 89   | ↘72  | →72  |

Гендерный состав
По данным Всероссийской переписи населения 2010 года в гендерной структуре населения из 72 человек мужчин — 40, женщин — 32 (55,6 и 44,4 % соответственно).
Национальный состав
Согласно результатам переписи 2002 года, в национальной структуре населения якуты составляли 99 % от общей численности населения в 89 чел.

## Улицы
- ул. Десантников,
- ул. Набережная,
- ул. Хомподоева.